# Хасавов, Арслан Дагирович
Арсла́н Даги́рович Хаса́вов (туркм. Arslan Dagiroviç Hasawow; род. 21 августа 1988, Ашхабад, Туркменская ССР) — российский журналист, прозаик, главный редактор «Учительской газеты». Лауреат премии Правительства РФ в области средств массовой информации (2021), премии городы Москвы в области журналистики (2022). Кандидат политических наук.
Участник списка из 250 высших руководителей России и менее чем 30 в категории «Медиабизнес» по версии рейтинга «Топ-1000 российских менеджеров» издательского дома «Коммерсантъ».

## Биография
Родился в 1988 г. в Ашхабаде (Туркменистан). После переезда семьи в Москву учился в гимназии имени Капцовых. Окончил Институт стран Азии и Африки МГУ им. М. В. Ломоносова, магистратуру НИУ «Высшая школа экономики» и аспирантуру Института государственной службы и управления РАНХиГС при Президенте РФ.
Лауреат независимой литературной премии «Дебют» (2014), Всероссийского конкурса молодых журналистов-международников (2013), ряда других профессиональных наград и премий.
Является членом Общественного совета при Министерстве просвещения России, Российского совета олимпиад школьников, членом оргкомитетов Всероссийских конкурсов «Учитель года России» и «Успешная школа», экспертного совета Агентства стратегических инициатив, а также председателем управляющего совета столичной школы № 1520 им. Капцовых.
Женат, воспитывает дочь.

## Деятельность
Литературный дебют состоялся в возрасте 19 лет с публикации подборки рассказов в литературно-художественном журнале «Юность». Позднее тексты выходили на страницах литературных журналов «Новый мир», «Дружба народов», «Нева», «Вайнах», «Новая Юность», «Флорида» (США), Portal 9 (Ливан), а также в сборниках современной прозы в России, Великобритании, Китае.
В 2010 г. в издательской программе премии «Дебют» отдельной книгой вышла повесть «Смысл». В 2012 г. «Смысл» в переводе Арча Тейта, ранее сотрудничавшего с Людмилой Улицкой и Анной Политковской, был издан в США.
Роман Сенчин назвал «Смысл» произведением, в котором «настолько сильно звучит желание жить со смыслом, ради чего-то, что-то сделать, что оно поневоле заражает своей энергетикой».
Как журналист неоднократно выступал на страницах федеральных печатных и интернет-СМИ, работал литературным обозревателем шоу «Профилактика» на радиостанции «Маяк», сотрудничал с Межгосударственной телерадиокомпанией «Мир».
В 2012 г. стал одним из организаторов визита Д. А. Медведева на факультет журналистики МГУ, в ходе которого задал вопрос о расследовании нападений на журналистов Михаила Бекетова и Олега Кашина.
В 2013 г. за свой репортаж из сирийского Хомса, вышедший в журнале The New Times, был удостоен первого приза Всероссийского конкурса молодых журналистов-международников, организованного Российским советом по международным делам и Союзом журналистов России.
В 2014 г. был удостоен премии «Дебют» за сборник эссе «Отвоевывать пространство», вышедший в издательстве «Литературная Россия».
Захар Прилепин в предисловии к этой книге написал: «Хасавов желает разобраться в самых сложных вещах — и разбирается в них, доверяя более всего своему пониманию правды, мужества и чести. Перед вами не учебник — а скорей ряд иллюстраций того, как человек учится сам. В мире, где все про все давно знают, такие вещи ценны». По мнению Сергея Шаргунова, «грозовые впечатления и страстная мужественность питают тексты сборника, делая огненными и опасными, но из „минут роковых“ и рождается настоящая литература».
В 2017 г. вновь побывал в Сирии и подготовил серию репортажей для российских СМИ. Тогда же принял участие в ежегодной пресс-конференции Президента РФ Владимира Путина, в ходе которой задал вопрос о будущем Сирии после завершения военной операции России в этой стране.
В 2017 г. в журнале «Нева» вышел роман «Лучшая половина». Известный критик и литературовед Лев Аннинский оценил его как «горькую исповедь поколения, которое, попав на миг безвременья, теряет веру и утрачивает смысл существования», а самого автора назвал «исповедником этого нынешнего поколения тридцатилетних».
В 2017 г. стал редактором отдела науки и культуры «Учительской газеты», в которой публиковался на протяжении нескольких лет. В 2019 г. был назначен на должность главного редактора издания.
Автор сотен публикаций в различных жанрах, включая интервью с Сергеем Степашиным, Лео Бокерия, Александром Асмоловым, Борисом Михайловым, Игорем Волгиным, Ярославом Кузьминовым, Бастой, Ольгой Васильевой, Сергеем Кравцовым, Абдулманапом Нурмагомедовым, Алексеем Комиссаровым, Василием Любиным, Владимиром Узуном и многими другими.
Является инициатором разработки Федерального закона о статусе педагога, призванного защитить учителей при исполнении ими своих трудовых обязанностей. Инициатива была поддержана Общероссийским профсоюзом образования, депутатами Государственной Думы, экспертным сообществом.
В 2021 г. был удостоен почетного знака Союза журналистов России «За заслуги перед профессиональным сообществом».
В 2022 г. выпустил сборник интервью «Диалоги о главном», презентация которого прошла в рамках книжного фестиваля «Красная Площадь».
В 2022 году награждён Почётной грамотой Московской городской думы за заслуги перед городским сообществом.